# حبیب‌الله سنزری
حبیب‌الله سنزری (زاده: ۱۳۴۴ ولسوالی ژری، ولایت قندهار) سیاست‌مدار افغانستانی و نماینده مردم قندهار در دوره پانزدهم مجلس نمایندگان افغانستان است. وی در ۱۵ سرطان/تیر ۱۳۸۷ در اثر تیراندازی افراد ناشناس کشته شد.

## زندگی‌نامه
حبیب‌الله سنزری متولد ۱۳۴۴ از ولسوالی ژری ولایت قندهار افغانستان است. وی دارای مدرک تحصیلی بکلوریا/دیپلم است.